# Japanische Rotkiefer
Die Japanische Rotkiefer (Pinus densiflora) ist eine Pflanzenart aus der Familie der Kieferngewächse (Pinaceae).

## Beschreibung

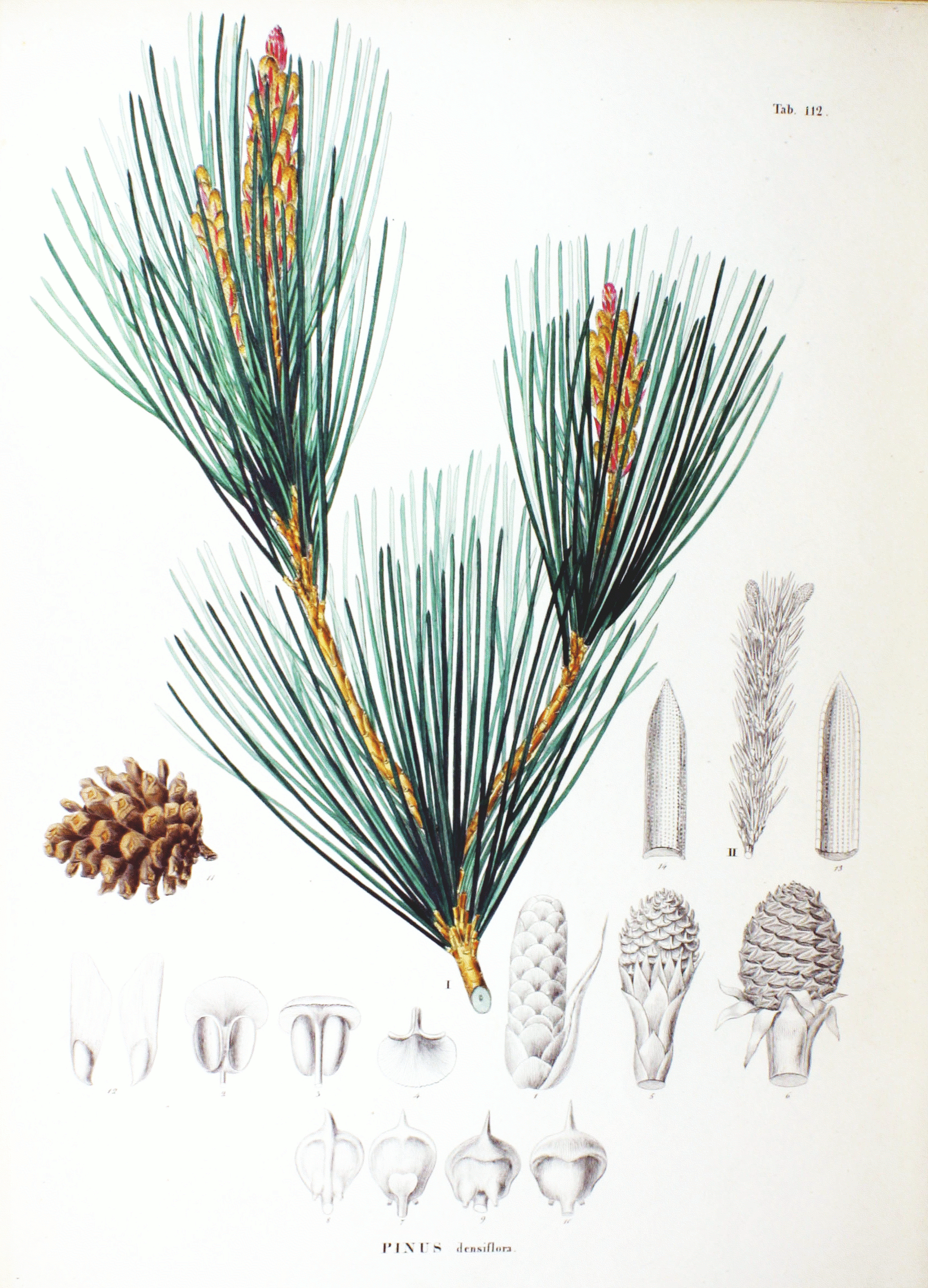
Illustration eines Zweigs, von Nadeln und Zapfen verschiedenen Alters in Flora Japonica von 1870

Die Japanische Rotkiefer wächst als immergrüner Baum und erreicht Wuchshöhen von durchschnittlich 15, maximal bis zu 35 Metern. Die Borke der jungen Bäume ist rotbraun (daher der Name), mit dem Alter wird sie zunehmend gräulich. Die Nadeln sind hellgrün, stehen jeweils zu zweien in einer Nadelscheide und werden 8 bis 12 Zentimeter lang. Insgesamt bleiben die Nadeln drei Jahre am Baum.
Die männlichen Zapfen sind braun und stehen in 9 bis 10 Zentimeter langen Quirlen. Die blassbraunen weiblichen Zapfen sind rundlich und spitz zulaufend; sie erreichen 4 bis 7 Zentimeter Länge und brauchen zwei Jahre zum Reifen.
Die Chromosomenzahl beträgt 2n = 24.

## Vorkommen
Sie ist der dominierende Nadelbaum auf den Japanischen Inseln, kommt aber auch auf dem fernöstlichen Festland (Korea, China, südöstliches Russland) vor. Diese Art wächst auf trockenen, leicht sauren Böden an sonnigen Standorten.

## Systematik und Sorten
Die Erstbeschreibung stammt von Philipp Franz von Siebold und Joseph Gerhard Zuccarini; sie ist 1842 in deren gemeinsamem Werk Flora japonica, Band 2 (3), Seite 22 veröffentlicht worden.
Es werden drei Varietäten unterschieden:
- Pinus densiflora var. densiflora
- Pinus densiflora var. ussuriensis Liou & Q.L.Wang 1958
- Pinus densiflora var. zhangwuensis S.J.Zhang, C.X.Li & X.Y.Yuan 1995

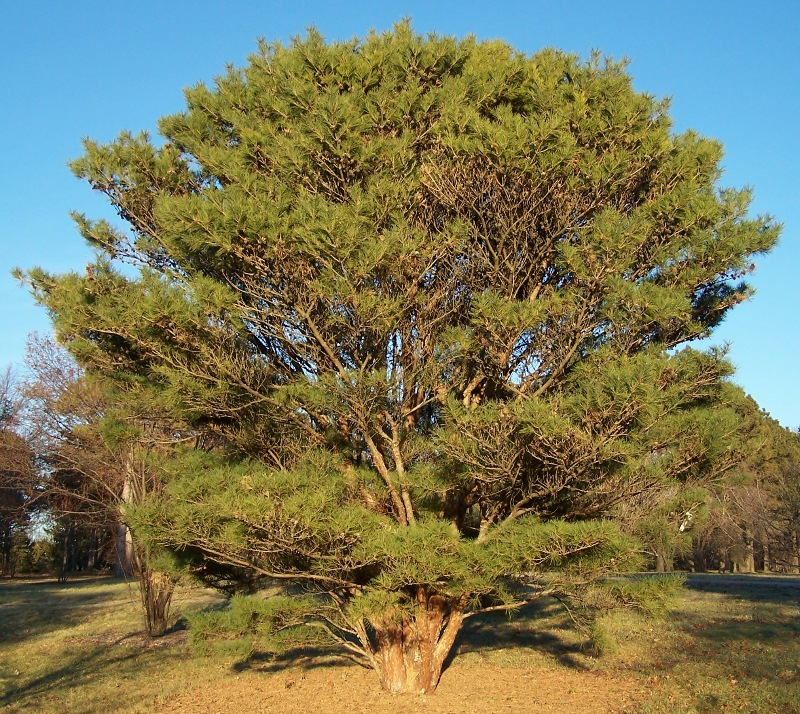
„Vielförmige Kiefer“, die Zuchtform 'Umbraculifera'

Es sind mehrere Zuchtformen bekannt:
- 'Globosa': Diese Zwergform hat kurze dunkelgrüne Nadeln und ist langsamwüchsig.
- 'Low Glow', 'Little Christopher' (auch 'Rezek's Witch's Broom Seedling' genannt) und 'Tiny Temple' (auch 'Temple' genannt): Diese sind alle Miniaturformen mit dunkelgrünen Nadeln.
- 'Oculis Draconis' (auch unter dem deutschen Namen  Drachenaugenkiefer bekannt): Die Nadeln dieser Form haben abwechselnd grüne und gelbe Bänder. Sie wächst als großer Strauch oder als kleiner Baum.[4]
- 'Pendula': Diese Zuchtform muss durch Anbinden zur Baumform trainiert werden, da sie sonst am Boden kriechend wächst. Die Nadeln sind dunkelgrün.[5]
- 'Umbraculifera' (auch unter dem Namen 'Tagyōshō' (jap. 多形松, dt. „Vielförmige Kiefer“) bekannt): Diese häufig anzutreffende Form wächst als meist mehrstämmiger Baum oder als großer Strauch mit einer weitausladenden Krone; es werden etwa 7 Meter Wuchshöhe wie -breite erreicht. Die Borke ist mehr oder weniger orangefarben.[6] Diese Zuchtform ist anfällig für Schneebruch. Es gibt auch Zwergformen 'Umbraculifera Compacta' und 'Jane Kluis', die höchstens 2 Meter hoch werden.

## Nutzung

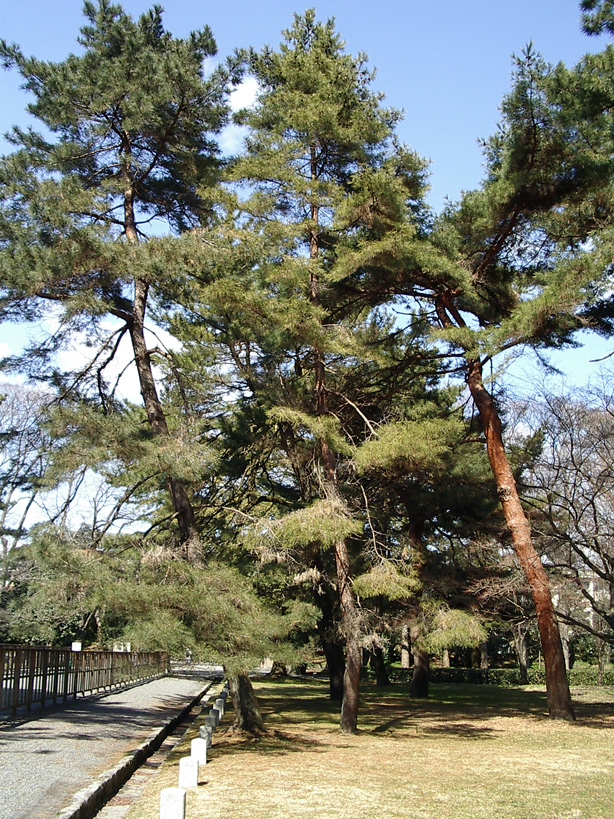
Japanische Rotkiefer in einem Park

Kulturelle Bedeutung hat die Rotkiefer traditionell in Japan, wo sie als Akamatsu (赤松, dt. „Rot-Kiefer“) oder Mematsu (雌松, dt. „Weibliche Kiefer“), im Gegensatz zur ebenfalls in Japan häufig vorkommenden Japanischen Schwarzkiefer, der Omatsu (雄松, dt. „männliche Kiefer“), bezeichnet wird und forstwirtschaftlich sowie als Zierbaum genutzt wird. Sie ist regelmäßig in Japanischen Gärten anzutreffen. In Mitteleuropa ist die Nutzung problematisch. Der Anbau in Parks und Gärten ist wegen der hohen Anfälligkeit gegen Schneebruch und Blattparasiten von wenig Interesse. In der Forstwirtschaft kommen weitere Probleme auf Grund der unter mitteleuropäischen Bedingungen auftretenden schlechten Wüchsigkeit und Stammformen hinzu.
Die ölreichen Samen der Japanischen Rotkiefer sind essbar und haben einen leicht harzigen Geschmack. Der mit der Rotkiefer in Symbiose lebende Pilz Matsutake gilt in Japan als Delikatesse.

## Sonstiges
Die Rotkiefer ist in Japan der Symbolbaum der Präfekturen von Iwate, Okayama und Yamaguchi.